# 興實達縣
興實達縣為緬甸伊洛瓦底省轄下的縣，其區域面積為6,985.9平方公里，2014年人口1,138,710人。首府位在興實達。

## 鎮
以下為興實達縣轄下的鎮：
- 興實達鎮（Hinthada Township）
- 澤倫鎮（Zalun Township）
- 禮密那鎮（Laymyethna Township）
- 緬昂鎮（Myanaung Township）
- 堅景鎮（Kyangin Township）
- 英加務鎮（Ingapu Township）